# The Soul Sessions Volume 2
The Soul Sessions Volume 2 é o sexto álbum de estúdio da cantora britânica de soul e R&B Joss Stone, a ser lançado em julho de 2012.

## Faixas
1. "I Got The..." (Labi Siffre) – 4:59
2. "(For God's Sake) Give More Power to the People" (Eugene Record) – 3:44
3. "While You're Out Looking For Sugar" (Ronald Dunbar, Edythe Wayne) – 3:28
4. "Sideway Shuffle" (Linda Lewis) – 3:38
5. "I Don't Wanna Be With Nobody But You" (Eddie Floyd, Joe Shamwell) – 5:00
6. "Teardrops" (Cecil Womack, Linda Womack) – 5:55
7. "Stoned Out of My Mind" (Record, Barbara Acklin) – 3:13
8. "The Love We Had (Stays On My Mind)" (Terry Callier, Larry Wade) – 4:42
9. "The High Road" (James Mercer, Brian Burton) – 4:40
10. "Pillow Talk" (Sylvia Robinson, Michael Burton) – 4:42
11. "Then You Can Tell Me Goodbye" (John D. Loudermilk) – 3:51

## Ficha técnica
Produzido por: Steve Greenwell, Joss Stone, Steve Greenberg
Produtores executivos: Steve Greenberg, Joss Stone, Brian Nelson
Engenheiro de som: Steve Greenwell
Engenheiros assistentes: Lowell Reynolds (Blackbird Studio), Ted Tuthill (Sear Sound)
Mixado por: Steve Greenwell (Stevestudio, NYC)
Assistente de produção: Janeen Hovnanian
Coordenação de projeto: Jill Dell'Abate, Brian Nelson
Estúdios de gravação: Blackbird Studio, Nashville, TN; Sear Sound, NYC; Stevestudio, NYC; Sono Studios, Praga
Masterizado por: Chris Gehringer (Sterling Sound, NYC)
Direção de arte: Rod Cousins
Fotografia: David Venni
Fotografia adicional: Charles Allen Smith, Daniel Slezinger
Vocais: Joss Stone
Órgão: Raymond Angry, Clayton Ivey
Bateria: Tony Royster, Jr.
Percussão/Pandeiro: Eric Darken
Baixo: Pete Iannacone, James Alexander
Piano elétrico: Clayton Ivey, Raymond Angry
Piano: Clayton Ivey, Benny Latimore, Raymond Angry
Rhodes: Clayton Ivey
Clavinete: Raymond Angry
Gaita: Delbert McClinton
Guitarra: Ernie Isley, Steve Bryant, William McFarlane
Violão: Steve Bryant
Saxofones: Jeffery Watkins
Trompete: Hollie Farris
Trombone: Chris Dunn
Glockenspiel: Joss Stone
Backing vocals: Joss Stone, Betty Wright
Cordas: Orquestra Filarmônica de Praga, República Tcheca
Maestro: Marko Ivanovic
Arranjo de cordas: John Angier